# Masataka Sakamoto
Masataka Sakamoto (Saitama, 24 februari 1978) is een Japans voetballer.

## Carrière
Masataka Sakamoto speelde tussen 2000 en 2007 voor JEF United Ichihara Chiba en Albirex Niigata. Hij tekende in 2008 bij JEF United Ichihara Chiba.